# محمد جمهور
العميد الأردني المتقاعد محمد جمهور ولد في القدس في 25 يناير 1930 .
تخرج جمهور من مدرسة الاسقف جوبات التي كانت تقع في جبل صهيون خارج اسوار القدس القديمة بالقرب من بوابة الملك ديفيد وكانت أول مدرسة إنجليزية تبشيرية تم انشاؤها خلال الامبراطورية العثمانية عام 1873 .
     في عام 1950 تم اختياره للدراسة في الولايات المتحدة كضابط مرشح في كلاً من مدرسة مونز وايتون. وفي عام 1951 تم قبوله في الاكاديمية الملكية العسكرية ساندهيرست. عام 1952 تخرج الملك حسين من مدرسة هارو واصبح ضابط مرشح في نفس الكلية (ساندهيرست)، واصبح جمهور صديقاً مقرباً للملك حسين وتخرجو سوياً عام 1953.
     التحق جمهور بعد تخرجه بالمدرسة الملكية للجيش البريطاني للمدفعية في سهل سالزبوري، وعندما انهى دراسته العسكرية، عاد إلى الأردن لخدمة وطنه كضابط في القوات المسلحة، والتحق بالعديد من الدورات العسكرية المتقدمة في إنجلترا وألمانيا.
     تخرج جمهور من كلية القيادة والاركان العامة للجيش الأمريكي في فورت ليفينورث، كانساس في الولايات المتحدة الأمريكية، وحصل على شهادة الماجستير في العلوم العسكرية.
     وفي عام 1970 أصبح جمهور اصغر عميد في الجيش وتم تعيينه قائداً للمدرسة العسكرية، ليصبح بعد ذلك مدير التدريب في المقر العام ومحاضرًا للعلوم العسكرية في الجامعة الأردنية.
      تقاعد جمهور عام 1970 عن عمر يناهز 44 عام وتم تعيينه مديراً عاماً للجمعية الملكية لحماية الطبيعة، ولعب دورًا ناجحًا في إنشاء محمية الشومري للحياة البرية للمها العربية، النعام والغزلان بالقرب من واحة الازرق، بالتعاون مع الصندوق العالمي للحياة البرية في سويسرا وحديقة حيوان سان دييغو في كاليفورنيا.
      كتب مراراً عن الاوضاع الراهنة بالشرق الأوسط وترجم العديد من الكتب العسكرية مثل: القيادة العسكرية، والمدفعية السطحية، واجبات الأركان في الميدان، وحدات المناولة في الميدان، قراءة الخريطة، القاموس العسكري، والعديد من المنشورات التكتيكية والتقنية.
     عُيّن جمهور في التلفزيون الأردني عام 1985 في قسم مراقبة وتقييم برامج اللغة الإنجليزية، وهو المنصب الذي شغله حتى عام 2000 .